# Машоново
Машоново — деревня в Зарайском районе Московской области в составе муниципального образования сельское поселение Машоновское (до 29 ноября 2006 года входила в состав Машоновского сельского округа), деревня связана автобусным сообщением с райцентром и соседними населёнными пунктами.

## Население
| 2002 | 2006 | 2010 |
| ---- | ---- | ---- |
| 48   | ↘47  | ↗52  |

## География
Машоново расположено в 7 км на северо-запад от Зарайска, на безымянном ручье, правом притоке реки Тюфитки (левый приток Осетра), высота центра деревни над уровнем моря — 135 м.

## История
Машоново впервые упоминается в XVI веке, в 1790 году — как сельцо Машоново. В 1858 году в деревне числился 41 двор и 243 жителя, в 1884 году — 290 жителей, в 1906 году — 52 двора и 368 жителей. В 1932 году был образован колхоз им. 15-й годовщины Октября, с 1950 года — в состав колхоза «Путь Ильича», с 1960 года — в составе колхоза «Память Ильича».